# Радж, Джагдиш
Джагдиш Радж Кхурана (англ. Jagdish Raj Khurana, 1928, Саргодха, Пенджаб, Британская Индия — 28 июля 2013, Мумбаи, Индия) — индийский актёр. Наиболее известен ролями полицейских инспекторов.

## Биография
Будущий актёр родился в 1928 году в городе Саргодха, ныне расположенном на территории Пакистана. В своём дебютном фильме Джагдиш снялся в возрасте 11 лет, а первую роль полицейского сыграл в 1956 году в киноленте «Инспектор розыска».
Наряду с ролями полицейских, в некоторых фильмах Радж, помимо прочего, сыграл преступников, прокуроров и судей. Его профессиональная кинокарьера длилась в период с 1954 по 2004 год, суммарно он снялся в 260 фильмах. Его дочь Анита также стала актрисой, она играет дочерей полицейских.
Радж внесён в Книгу рекордов Гиннеса как самый типажный актер в мире, сыграв роли полицейского инспектора в 144 кинофильмах.
Радж скончался в возрасте 84 лет 28 июля 2013 года в своем доме в городе Мумбаи от респираторного заболевания. У него осталось трое детей: дочери Анита Радж и Рупа Малхотра, а также сын по имени Бобби.